# Indothele
Indothele is een geslacht van spinnen uit de familie Dipluridae.

## Soorten
De volgende soorten zijn bij het geslacht ingedeeld:
- Indothele dumicola (Pocock, 1900)
- Indothele lanka Coyle, 1995
- Indothele mala Coyle, 1995
- Indothele rothi Coyle, 1995